# Гебрехт
Гебрехт (нід. Hebrecht) — селище в нідерландській провінції Гронінген. Входить до муніципалітету Вестерволде.
Його площа становить 14,18км², а населення станом на 2021 рік складало 80 осіб.
Перша згадка про населений пункт датується 1867 роком.